# Fiebre (pel·lícula)
Fiebre és una pel·lícula filmada en color d'Argentina dirigida per Armando Bó segons el seu propi guió de la versió estatunidenca a càrrec de Paulette Rubinstein que es va estrenar el 22 de juny de 1972 i que va tenir com a protagonistes a Isabel Sarli, Armando Bó, Horacio Priani i Mario Casado. Fou rodada a Estancia La Rabona Manuel Ocampo.

## Sinopsi
Les dues passions d'una dona: els cavalls i l'home que va provocar el suïcidi del seu espòs.

## Repartiment
- Isabel Sarli
- Armando Bó	...	Juan
- Horacio Priani	...	Fernando
- Mario Casado	...	Marco
- Álex Castillo
- Santiago Gómez Cou
- Adelco Lanza
- Claude Marting
- Juan José Míguez
- Pablo Moret
- Miguel Paparelli

## Comentaris
Panorama va escriure:
| « | ”Déu va donar el sexe i l'amor als animals i als homes”, anuncia Bó als títols | » |

Eduardo Saglul a La Opinión va dir:
| « | ”A igual distància de l'absurd i del realisme, alguns moments de febre creen cert clima irreal, malgrat el mateix Bó… hi ha algunes escenes interessants sobre la vida sexual dels cavalls.” | » |

Manrupe i Portela escriuen:
| « | ”Tot un clàssic hípic que aquest any figura en Variety com una de les 50 pel·lícules més taquilleres del món. Inclou seqüències oníriques imperdibles.” | » |